# Æggeblomme
Æggeblommen er navnet på den gullige del af ægget, der indeholder potentialet for kyllingen.
| Mad og drikke | Spire Denne artikel om mad og drikke er en spire som bør udbygges. Du er velkommen til at hjælpe Wikipedia ved at udvide den. |